# 奧圖基斯國家公園
奧圖基斯國家公園是玻利維亞的國家公園，位於該國東部，毗鄰與巴西和巴拉圭接壤的邊境，由聖克魯斯省負責管轄，始建於1997年7月31日，佔地10,059平方公里。

## 外部連結
- www.fundesnap.org / Parque Nacional y Área Natural de Manejo Integrado Pantanal de Otuquis （页面存档备份，存于） (Spanish)
- www.fcbc.org.bo / Áreas Protegidas en la región del Bosque Chiquitano (Spanish)